# Deutsche Fußballmeisterschaft der A-Junioren 1977/78
Die deutsche Fußballmeisterschaft der A-Junioren 1978 war die 10. Auflage dieses Wettbewerbes. Erfolgreich konnte der MSV Duisburg seinen Titel aus dem Vorjahr verteidigen, indem er im Finale Hertha Zehlendorf mit 5:2 besiegte.

## Teilnehmende Mannschaften
An der A-Jugendmeisterschaft nahmen die 16 Landesverbandsmeister teil.
| Regionalverband Nord | Regionalverband West                                                                 | Regionalverband Südwest                                                                | Regionalverband Süd | Berlin                            |
| --- | ------------------------------------------------------------------------------------ | -------------------------------------------------------------------------------------- | --- | --------------------------------- |
| - Schleswig-Holstein: VfB Lübeck - Hamburg: Hamburger SV - Bremen: OSC Bremerhaven - Niedersachsen: SV Arminia Hannover | - Westfalen: Borussia Dortmund - Mittelrhein: 1. FC Köln - Niederrhein: MSV Duisburg | - Rheinland: SpVgg EGC Wirges - Südwest: 1. FSV Mainz 05 - Saarland: 1. FC Saarbrücken | - Hessen: Eintracht Frankfurt - Baden: SV Waldhof Mannheim - Südbaden: Freiburger FC - Württemberg: Stuttgarter Kickers - Bayern: FC Augsburg | - Berlin: FC Hertha 03 Zehlendorf |

## Achtelfinale
Hinspiele: So 04.06. Rückspiele: So 11.06.
|                        | Gesamt           |                         | Hinspiel | Rückspiel |
| ---------------------- | ---------------- | ----------------------- | -------- | --------- |
| Hamburger SV           | 3:7              | FC Hertha 03 Zehlendorf | 1:7      | 2:0       |
| SV Arminia Hannover    | 3:4              | 1. FC Köln              | 2:2      | 1:2       |
| Freiburger FC          | 8:3              | 1. FC Saarbrücken       | 6:0      | 2:3       |
| SV Stuttgarter Kickers | 1:2              | OSC Bremerhaven         | 0:2      | 1:0       |
| FC Augsburg            | 4:5              | MSV Duisburg            | 1:2      | 3:3       |
| 1. FSV Mainz 05        | 3:3; (4:5 i. E.) | SpVgg EGC Wirges        | 2:2      | 1:1       |
| Borussia Dortmund      | 2:3              | SV Waldhof Mannheim     | 2:2      | 0:1       |
| Eintracht Frankfurt    | 6:2              | VfB Lübeck              | 2:0      | 4:2       |

## Viertelfinale
Hinspiele: So 18.06. Rückspiele: So 25.06.
|                         | Gesamt |                     | Hinspiel | Rückspiel |
| ----------------------- | ------ | ------------------- | -------- | --------- |
| FC Hertha 03 Zehlendorf | 7:2    | 1. FC Köln          | 3:0      | 4:2       |
| Freiburger FC           | 7:3    | OSC Bremerhaven     | 4:2      | 3:1       |
| MSV Duisburg            | 3:2    | SpVgg EGC Wirges    | 2:1      | 1:1       |
| SV Waldhof Mannheim     | 2:8    | Eintracht Frankfurt | 2:3      | 0:5       |

## Halbfinale
Hinspiele: So 02.07. Rückspiele: So 09.07.
|                         | Gesamt           |                     | Hinspiel | Rückspiel |
| ----------------------- | ---------------- | ------------------- | -------- | --------- |
| FC Hertha 03 Zehlendorf | 4:4; (3:2 i. E.) | Freiburger FC       | 3:2      | 1:2       |
| MSV Duisburg            | 3:2              | Eintracht Frankfurt | 1:1      | 2:1       |

## Finale
| MSV Duisburg                                                    | MSV Duisburg | FC Hertha 03 Zehlendorf | FC Hertha 03 Zehlendorf |
| --------------------------------------------------------------- | --- | --- | ----------------------- |
| MSV Duisburg                                                    | \| Sonntag, 16. Juli 1978 um 10:30 Uhr in Essen (Uhlenkrugstadion) \| \| Ergebnis: 5:2 (2:2) \| \| Zuschauer: 11.000 \| \| Schiedsrichter: Walter Horstmann (Nordstemmen) \|                                                                                          | \| Sonntag, 16. Juli 1978 um 10:30 Uhr in Essen (Uhlenkrugstadion) \| \| Ergebnis: 5:2 (2:2) \| \| Zuschauer: 11.000 \| \| Schiedsrichter: Walter Horstmann (Nordstemmen) \|                                                                         | FC Hertha 03 Zehlendorf |
| MSV Duisburg                                                    | Ulrich Fuchs – Wolfgang Blum – Frank Jasinek, Claus Gebauer, Franz-Wilhelm Brings – Rainer Piepenburg, Klaus Wuschka , Franz-Josef Steininger (77. Andreas Schmidt) – Hannes Weecks, Jürgen Ulitzka, Peter Kowalzik (77. Horst Meyer) Cheftrainer: Friedhelm Wenzlaff | André Wendt – Frank Loder – Wolfgang Stemme, Detlef Beese, Thomas Ortmanns (55. Robert Jaspert) – Karl-Heinz Peter, Lutz Rosenberg, Robert Jüttner, Peyami Yayla – Andreas John (63. Frank Hannemann), Pierre Littbarski Cheftrainer: Werner Redlich | FC Hertha 03 Zehlendorf |
| MSV Duisburg                                                    | 1:0 Jürgen Ulitzka (3.) 2:2 Peter Kowalzik (39.) 3:2 Jürgen Ulitzka (54.) 4:2 Hannes Weecks (63.) 5:2 Klaus Wuschka (70.) | 1:1 Pierre Littbarski (21.) 1:2 Pierre Littbarski (37.) | FC Hertha 03 Zehlendorf |
| Sonntag, 16. Juli 1978 um 10:30 Uhr in Essen (Uhlenkrugstadion) | | |                         |
| Ergebnis: 5:2 (2:2)                                             | | |                         |
| Zuschauer: 11.000                                               | | |                         |
| Schiedsrichter: Walter Horstmann (Nordstemmen)                  | | |                         |